# Саус-Сан-Франциско (Каліфорнія)
Саус-Сан-Франциско (англ. South San Francisco) — місто (англ. city) в США, в окрузі Сан-Матео штату Каліфорнія. Населення — 66 105 осіб (2020). Розташоване на території півостріву Сан-Франциско, та є частиною Кремнієвої долини.

## Географія
Саус-Сан-Франциско розташований за координатами 37°39′18″ пн. ш. 122°22′34″ зх. д. / 37.65500° пн. ш. 122.37611° зх. д. (37.655104, -122.376234).  За даними Бюро перепису населення США в 2010 році місто мало площу 78,11 км², з яких 23,67 км² — суходіл та 54,44 км² — водойми. Місто знаходиться у невеликій долині, на півночі від Сан-Бруно та Міжнародного аеропорту Сан-Франциско.

### Клімат
| Клімат : Саус-Сан-Франциско | Клімат : Саус-Сан-Франциско | Клімат : Саус-Сан-Франциско | Клімат : Саус-Сан-Франциско | Клімат : Саус-Сан-Франциско | Клімат : Саус-Сан-Франциско | Клімат : Саус-Сан-Франциско | Клімат : Саус-Сан-Франциско | Клімат : Саус-Сан-Франциско | Клімат : Саус-Сан-Франциско | Клімат : Саус-Сан-Франциско | Клімат : Саус-Сан-Франциско | Клімат : Саус-Сан-Франциско | Клімат : Саус-Сан-Франциско |
| Показник                    | Січ.                        | Лют.                        | Бер.                        | Квіт.                       | Трав.                       | Черв.                       | Лип.                        | Серп.                       | Вер.                        | Жовт.                       | Лист.                       | Груд.                       | Рік                         |
| Середній максимум, °C       | 13,3                        | 15,6                        | 16,7                        | 18,3                        | 20,0                        | 21,7                        | 22,2                        | 22,8                        | 23,3                        | 21,1                        | 17,2                        | 13,9                        | 18,9                        |
| Середній мінімум, °C        | 6,7                         | 7,8                         | 8,9                         | 9,4                         | 11,1                        | 12,2                        | 12,8                        | 13,3                        | 13,3                        | 11,7                        | 9,4                         | 7,2                         | 10,3                        |
| Норма опадів, мм            | 106                         | 103                         | 75                          | 33                          | 12                          | 3                           | 0                           | 1                           | 4                           | 24                          | 60                          | 102                         | 523                         |
| --------------------------- | --------------------------- | --------------------------- | --------------------------- | --------------------------- | --------------------------- | --------------------------- | --------------------------- | --------------------------- | --------------------------- | --------------------------- | --------------------------- | --------------------------- | --------------------------- |
| Джерело: "US Climate Data   |                             |                             |                             |                             |                             |                             |                             |                             |                             |                             |                             |                             |                             |

## Демографія
Згідно з переписом 2010 року, у місті мешкали 63 632 особи в 20 938 домогосподарствах у складі 15 330 родин. Густота населення становила 815 осіб/км².  Було 21814 помешкання (279/км²).
Расовий склад населення:
| - 37,3 % — білих - 36,6 % — азіатів - 2,6 % — чорних або афроамериканців - 1,7 % — вихідців з тихоокеанських островів - 0,6 % — корінних американців - 15,1 % — осіб інших рас |

До двох чи більше рас належало 6,1 %. Частка іспаномовних становила 34,0 % від усіх жителів.
За віковим діапазоном населення розподілялося таким чином: 21,7 % — особи молодші 18 років, 65,2 % — особи у віці 18—64 років, 13,1 % — особи у віці 65 років та старші. Медіана віку мешканця становила 38,1 року. На 100 осіб жіночої статі у місті припадало 97,6 чоловіків;  на 100 жінок у віці від 18 років та старших — 95,7 чоловіків також старших 18 років.
Середній дохід на одне домашнє господарство  становив 97 419 доларів США (медіана — 81 439), а середній дохід на одну сім'ю — 106 334 долари (медіана — 90 747). Медіана доходів становила 50 310 доларів для чоловіків та 50 776 доларів для жінок. За межею бідності перебувало 7,8 % осіб, у тому числі 10,6 % дітей у віці до 18 років та 7,4 % осіб у віці 65 років та старших.
Цивільне працевлаштоване населення становило 33 987 осіб. Основні галузі зайнятості: освіта, охорона здоров'я та соціальна допомога — 21,0 %, науковці, спеціалісти, менеджери — 12,9 %, мистецтво, розваги та відпочинок — 11,2 %, роздрібна торгівля — 11,0 %.

## Промисловість

### Найбільші роботодавці
Найбільші роботодавці згідно Комплексного річного фінансового звіту міста 2011 року.
| #  | Назва підприємства   | Кількість робітників |
| -- | -------------------- | -------------------- |
| 1  | Genentech            | 8,556                |
| 2  | Costco               | 488                  |
| 3  | Amgen                | 481                  |
| 4  | Royal Laundry        | 305                  |
| 5  | Bimbo Bakeries USA   | 304                  |
| 6  | Janssen              | 206                  |
| 7  | Onyx Pharmaceuticals | 200                  |
| 8  | Guckenheimer         | 200                  |
| 9  | Columbus Salame      | 191                  |
| 10 | Matagrano            | 185                  |

## Міста-побратими
- Атотонілько Ель-Альто, Мексика
- Кішівада, Японія
- Лукка, Італія
- Пасіг, Філіппіни
- Сен-Жан-П'є-де-Пор, Франція